# دنیس واکر
دنیس واکر (انگلیسی: Dennis Walker; ۲۶ اکتبر ۱۹۴۴ – ۱۱ اوت ۲۰۰۳) بازیکن فوتبال اهل بریتانیا بود.
از باشگاه‌هایی که در آن بازی کرده‌است می‌توان به باشگاه فوتبال کمبریج یونایتد، باشگاه فوتبال یورک سیتی و باشگاه فوتبال منچستر یونایتد اشاره کرد.

مادر واکر ایرلندی و پدر او از ایرانیان آفریقایی‌تبار بود.